# Womanizer
„Womanizer” este un cântec înregistrat de interpreta americană Britney Spears pentru cel de-al șaselea ei album de studio, Circus (2008). Piesa a fost lansată la 26 septembrie 2008 sub egida casei de discuri Jive Records drept primul disc single extras de pe album. Produs și compus de grupul The Outsyders, cântecul a fost reînregistrat după ce un fragment demonstrativ a apărut în mod ilegal pe internet. „Womanizer” este o melodie electropop și dance-pop cu un tempo rapid. Descrisă de Spears drept un imn al femeilor, versurile cântecului vorbesc despre un vânător de fuste, în timp ce protagonista precizează în mod clar faptul că știe cine este el cu adevărat. Criticii de specialitate au lăudat refrenul, linia melodică și versurile de emancipare, considerându-l single-ul de revenire în industria muzicală al artistei.
„Womanizer” a obținut succes comercial în întreaga lume, ocupând prima poziție a clasamentelor din Belgia, Canada, Danemarca, Finlanda, Franța, Norvegia, Statele Unite și Suedia. De asemenea, single-ul a devenit un șlagăr de top 10 în clasamentele din întreaga lume. În Statele Unite, „Womanizer” a devenit primul disc single al lui Spears care a ocupat prima poziție a ierarhiei Billboard Hot 100 de la „...Baby One More Time” (1999). Cântecul a stabilit un record pentru cel mai înalt salt către prima poziție. Recordul a fost doborât ulterior de solista Kelly Clarkson cu single-ul „My Life Would Suck Without You” în anul 2009. „Womanizer” este și cel mai bine vândut single în mediul digital a lui Spears în această regiune, înregistrând vânzări de peste 3,5 milioane de exemplare digitale.
Videoclipul a fost regizat de Joseph Kahn, cântăreața dorindu-și o continuare a videoclipului piesei „Toxic”. În „Womanizer”, Spears se deghizează în diferite costume și își urmărește partenerul în activitățile sale zilnice, cu scopul de a-l demasca în final. Videoclipul include scene intercalate în care Spears stă dezbrăcată într-o saună, drept răspuns pentru atacurile pe care le-a primit de-a lungul carierei din partea publicațiilor mass-media în ceea ce privește greutatea ei. Videoclipul a primit două nominalizări la ediția din 2009 a galei de premii MTV Video Music Awards, câștigând la categoria „Cel mai bun videoclip pop”.
Piesa a fost interpretată în versiuni cover de artiști din diverse genuri muzicale, printre care Lily Allen, Franz Ferdinand și formația Girls Aloud. Spears a cântat „Womanizer” la numeroase emisiuni de televiziune, printre care The X Factor și Good Morning America, precum și la ediția din 2008 a premiilor Bambi. Single-ul a fost inclus în lista cântecelor pentru turneele The Circus Starring Britney Spears (2009), Femme Fatale (2011), și în spectacolul rezidențial Britney: Piece of Me (2013). În anul 2010, „Womanizer” a primit o nominalizare Grammy la categoria „Cea mai bună înregistrare dance”.

## Informații generale
„Womanizer” a fost compus și produs de Nikesha Briscoe și Rafael Akinyemi din echipa de producție The Outsyders. Spears și-a înregistrat vocea alături de Brendan Dakora la studiourile Glenwood Place din Burbank, California, în timp ce Bojan „Genius” Dugic a coordonat înregistrarea de la studiourile Legacy din New York City. John Hanes a realizat ingineria de sunet folosind Pro Tools, sub asistența lui Tim Roberts. La data de 19 septembrie 2008, un fragment de slabă calitate din piesă, cu o durată de 37 de secunde, a fost postat pe website-ul oficial al postului de radio 107.5 The River din Lebanon, Tennessee. Potrivit Jive Records, un reprezentat de la companiei de înregistrări a aprobat difuzarea unei secvențe mixate a melodiei către angajații postului de radio, aceștia înregistrând-o și postând-o în mod ilegal pe internet. Fragmentul a fost ulterior înlăturat de pe website. S-a stabilit inițial ca „Womanizer” să aibă premiera la 23 septembrie 2008, însă data lansării a fost amânată pentru ca Spears să reînregistreze câteva secvențe vocale. Noile înregistrări au fost realizat de Jim Beanz și Marcella „Ms. Lago” Araica. Mixajul piesei a fost asigurat de Șerban Ghenea la studiourile MixStar din Virginia.

## Structura muzicală și versurile
Din punct de vedere muzical, „Womanizer” a fost încadrat în genurile electropop și dance-pop, are un tempo rapid, iar linia melodică include sintetizatoare întunecate și un beat orientat către muzica dance. Cântecul a fost comparat cu piesele anterioare ale lui Spears, „Toxic” (2004) și „Ooh Ooh Baby” (2007). Melodia „Womanizer” este compusă după schema vers–ante-refren–refren și începe cu sunetele caracteristice unor sirene. Potrivit lui Ann Powers de la ziarul Los Angeles Times, vocea „perspicace” a lui Spears are un stil similar vocii grupului The Andrews Sisters. Jim Farber a relatat pentru ziarul Daily News că tonul artistei este unul „irascibil”. După refren, solista cântă refrenul încă o dată, iar piesa se încheie cu un moment în care linia melodică dispare iar Spears rostește versul „you’re a womanizer, baby” (ro.: „ești un vânător de fuste, dragule”). „Womanizer” este compus în tonalitatea Do♯ minor și are un tempo de 139 de bătăi pe minut. Cântecul urmărește o progresie de acorduri de Do♯ minor–Fa♯ minor–Mi–Re♯–Re. Versurile piesei vorbesc despre un vânător de fuste, în timp ce protagonista precizează în mod clar faptul că știe cine este el cu adevărat. Publicațiile mass-media au sugerat faptul că „Womanizer” ar putea face referire la fostul soț a lui Spears, Kevin Federline.

## Recenziile criticilor

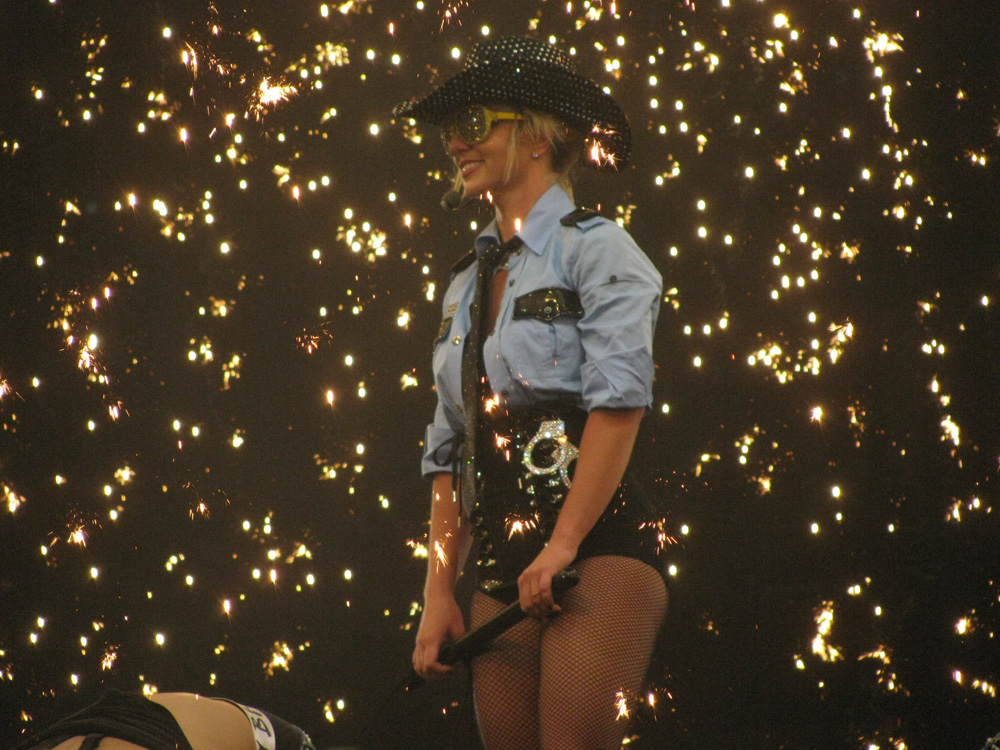
Spears interpretând „Womanizer” în turneul The Circus Starring Britney Spears, în anul 2009.

În urma lansării sale, cântecul a primit recenzii pozitive din partea criticilor de specialitate. Peter Robinson de la ziarul The Observer i-a oferit piesei un punctaj maxim de cinci stele, numindu-l „o revenire în formă” în industria muzicală pentru artistă și lăudând „refrenul genial”. Redactorul a adăugat, de asemenea, faptul că melodia „[a fost] numită «o piesă leneșă» în mare parte de către oameni dezinformați, aceleași persoane care sunt de părere că «la la la»-ul lui Kylie ar fi fost mai bun cu niște cuvinte potrivite”. Wesbite-ul Popjustice a comparat „Womanizer” cu single-ul „Some Girls” lansat de artista Rachel Stevens și a adăugat: „Piesa este construită pe o fundație puternică, în conformitate cu un single de revenire construit pe deplin, față de cel precedent care nu și-a îndeplinit scopul. Este destul de greu să nu te gândești la [«Womanizer»] ca la un participant întârziat pentru premiul «single-ul anului». [...] Este pur și simplu foarte bun”. Myrddin Gwynedd de la ziarul The New Zealand Herald a opinat că melodia „are cuvântul hit scris peste tot”, iar publicația Derby Telegraph a ales cântecul drept „single-ul săptămânii”.  Într-o recenzie pentru albumul Circus, Nekesa Mumbi Moody de la ziarul The Providence Journal a afirmat că „Womanizer” și „Shattered Glass” au fost „două cântece disco distractive”.
Steve Jones de la ziarul USA Today l-a numit unul dintre cele mai bune cântece de pe album și a afirmat că Spears „pare cea mai liniștită atunci când joacă rolul fetei care tachinează”. Talia Kraines de la BBC a fost de părere că artista are nevoie de mai multe cântece asemănătoare lui „Womanizer”, spunând: „Britney 2.0 trebuie să fie plină de mișcări de dans bine antrenate și sălbatice”. Simon Price de la ziarul The Independent a opinat că melodia împrumută elemente ale muzicii electronice din cântecele formației Goldfrapp, iar Ann Powers de la ziarul Los Angeles Times a complimentat interpretarea lui Spears și versurile cântecului. De asemenea, Powers a adăugat că melodia „este despre acel tip de putere feminină care se concentrează pe învingerea unui bărbat nesuferit. Piesa este în același timp și de modă veche, dar și contemporană – iar per total, mai mult despre feminism decât despre individualism”. Mike Newmark de la revista PopMatters a numit „Womanizer” un „șlagăr consistent și de înaltă tensiune, călăuzit de către the Outsyders care au făcut o treabă excelentă în a recrea chimia dintre Spears și Danja întâlnită în single-ul din anul precedent, «Gimme More»”.
Jim Farber de la ziarul Daily News a fost de părere că piesa are cel mai repetitiv ante-refren întâlnit într-un cântec pop de la „Gimmie Dat Ding” al trupei The Shaggs, în timp ce Jim Abbott de la ziarul Orlando Sentinel a susținut că „Womanizer” este „o simplă actualizare a actului de tachinare de la teen pop la adult”. Ian Watson de la revista Dotmusic a scris că vocea lui Spears „a sunat «captivă» în acest single. Însă nu «captivă» în sensul de «tulburată» și «disperată», «captivă» în sensul de înghețată la propriu – ca și cum ar fi fost plasată într-o linie de producție de roboți și este forțată să cânte aceste versuri, să danseze acești pași și să funcționeze astfel, până când lumina reflectoarelor pălește, iar fabrica se închide pe timpul nopții”. Cântecul a primit o nominalizare la premiul Grammy pentru cea mai bună înregistrare dance, la data de 2 decembrie 2010. Spears a câștigat anterior la această categoria cu cântecul „Toxic”, în timpul galei de premii organizate în anul 2005. Cu toate acestea, „Womanizer” a pierdut în fața single-ului „Poker Face” lansat de Lady Gaga.

## Performanța în clasamentele muzicale

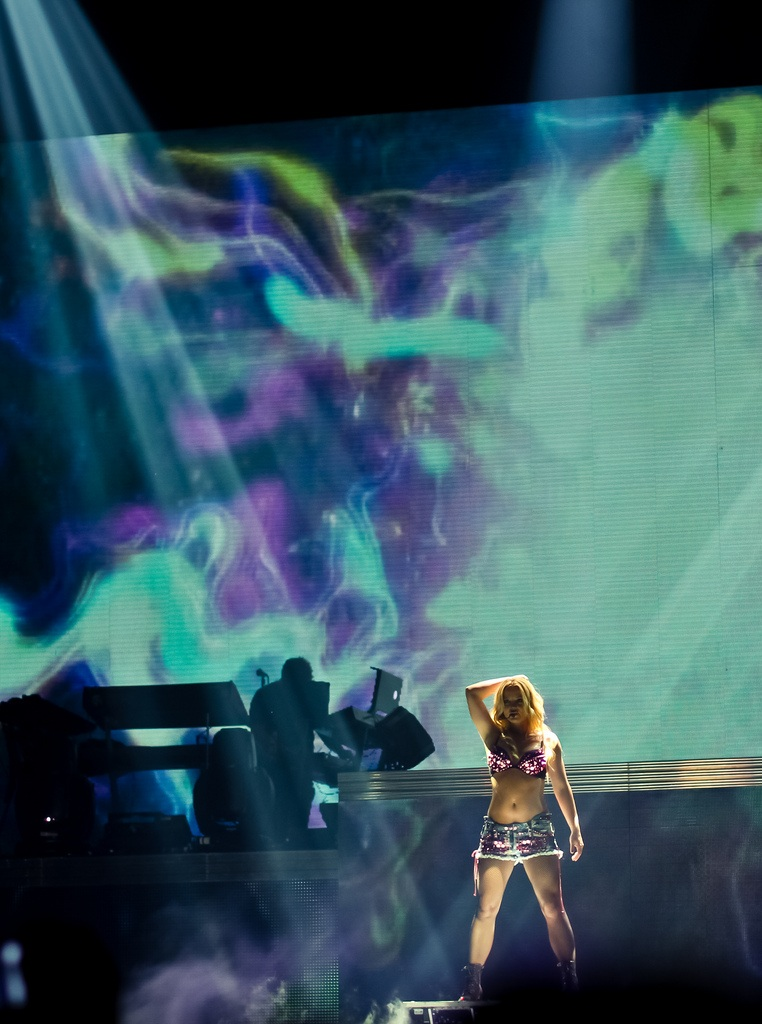
Spears cântând melodia „Womanizer” într-un concert din cadrul turneului Femme Fatale (2011).

În Statele Unite, piesa a debutat pe locul 96 în clasamentul Billboard Hot 100, la 8 octombrie 2008. În următoarea săptămână, melodia a avut o ascensiune de 95 de poziții, până pe primul loc. „Womanizer” a doborât recordul pentru cea mai înaltă ascensiune din istoria topului, anterior deținut de piesele „Live Your Life” (T.I. în colaborare cu Rihanna) și „Beautiful Liar” (Beyoncé în colaborare cu Shakira). Recordul a fost ulterior doborât de către cântăreața Kelly Clarkson cu single-ul „My Life Would Suck Without You” care a urcat de pe locul 97 până pe primul loc. „Womanizer” a înregistrat, de asemenea, vânzări de 286.000 de exemplare digitale în prima săptămână. Suma a reprezentat cel mai bun debut pentru o artistă la capitolul vânzări digitale în prima săptămână de când Nielsen SoundScan a început să monitorizeze descărcările digitale în anul 2003. Spears a depășit astfel recordul stabilit anterior de Mariah Carey cu „Touch My Body”, single ce s-a vândut în 277.000 de unități. Recordul a fost doborât ulterior de cântăreața Taylor Swift, piesa „Today Was a Fairytale” comercializându-se în 325.000 de unități digitale. „Womanizer” a fost primul single a lui Spears care să ocupe locul unu în Billboard Hot 100 de la single-ul ei de debut, „...Baby One More Time” (1999). La data de 3 ianuarie 2009, piesa a ajuns pe locurile unu și șase în ierarhiile Pop Songs și, respectiv, Radio Songs. Până în iulie 2009, „Womanizer” a fost listat pe locul 31 în clasamentul celor mai bine vândute single-uri digitale din istorie, acumulând 2.777.600 de exemplare vândute. Până în luna martie a anului 2015, cântecul a depășit pragul de 3.5 milioane de copii digitale vândute în Statele Unite, potrivit datelor furnizate de Nielsen SoundScan. „Womanizer” este cel mai bine vândut single în mediul digital a lui Spears în această regiune.
În Canada, melodia a ocupat primul loc în topul Canadian Hot 100 la 18 octombrie 2008, păstrându-și poziția timp de cinci săptămâni consecutive. În Australia, single-ul a debutat pe locul 16 la 13 octombrie 2008, trei săptămâni mai târziu ajungând pe poziția sa maximă, locul cinci. „Womanizer” a fost premiat cu discul de platină de către Australian Recording Industry Association (ARIA) pentru cele peste 70.000 de copii expediate. În Noua Zeelandă, cântecul s-a clasat pe locul nouă la data de 27 octombrie 2008, primind ulterior un disc de aur din partea Recording Industry Association of New Zealand (RIANZ) pentru vânzarea a peste 7.500 de exemplare. Piesa a debutat pe locul patru în Regatul Unit la 9 noiembrie 2008, urcând patru săptămâni mai târziu pe poziția sa maximă, locul trei. „Womanizer” a primit discul de argint din partea British Phonographic Industry (BPI) pentru depășirea pragului de 200.000 de unități vândute, iar până în iulie 2015, single-ul s-a vândut în peste 447.000 de copii, potrivit The Official Charts Company. De-a lungul Europei, cântecul a obținut succes comercial, ocupând prima poziție a clasamentelor din Belgia (regiunea Flandra), Danemarca, Finlanda, Franța, Norvegia și Suedia. De asemenea, a ajuns în top 10 în ierarhiile din Austria, Belgia (regiunea Valonia), Cehia, Germania, Italia, Olanda și Spania. „Womanizer” a devenit cel de-al șaselea disc single a lui Spears ce reușește să ajungă pe primul loc în clasamentul European Hot 100.

## Videoclipul muzical

### Informații generale
„Să lucrez la [videoclipul piesei] «Womanizer» alături de Josephn a fost foarte distractiv. [...] El întotdeauna se asigură că filmează acele tipuri de cadre care se vor potrivi cu muzica. Nu este întocmai asemenea unui film, ci asemenea unui musical. Știi, ca atunci când spun «pe secvența de taler sau de bătaie a tobelor, vreau ca piciorul meu să fie în aer». Totul este în detaliu, iar lucrurile de care el este capabil fac diferența. Este destul de rar să întâlnesc oameni care încă știu să lucreze în acest fel”. 
Videoclipul piesei „Womanizer” a fost filmat în zilele de 24 și 25 septembrie 2008, în Los Angeles. Joseph Kahn a contribuit în calitate de regizor, acesta lucrând anterior la videoclipurile pieselor „Stronger” și „Toxic”.
Potrivit lui Kahn, Spears i-a prezentat conceptul original creat de ea, toate elemente principale fiind folosite în versiunea finală. Spears și-a dorit ca „Womanizer” să fie o continuare a videoclipului piesei „Toxic”, după cum se poate observa în documentarul Britney: For the Record, Kahn considerând că „Womanizer” este „un răspuns 2008” pentru videoclipul anterior. Regizorul a adăugat: „«Toxic» a fost o cristalizare a carierei ei de la acea vreme, [...] Sunt câteva elemente și momente ce cred că [ar fi putut] să fie îmbunătățite. [«Womanizer»] este mai mult bazat pe moda viitorului”. În legătură cu relația dintre „Womanizer” și conceptele videoclipurilor precedente, Kahn a comentat: „[Acest videoclip] este o grozavă fantezie cu fete. Sunt câteva lucruri la care [Spears] este foarte bună, și are o iscusință naturală în a-și da seama ce își dorește o fată. [...] Această piesă are un sunet mult mai matur, versurile sunt mult mai mature, iar ea are întotdeauna cele mai bune idei. Este foarte conștientă de tot ceea ce se întâmplă în cultura pop”.
Costumele și înfățișările femeilor diferite prezentate în videoclip au fost alese de Spears și Kahn. Cadrele în care artista stă într-o saună au fost filmate la sugestia lui Kahn, drept răspuns pentru atacurile pe care aceasta le-a primit de-a lungul carierei din partea publicațiilor mass-media în ceea ce privește greutatea ei. Regizorul a afirmat: „Știam că toată lumea va viziona [acest videoclip], așa că am vrut să includ ceva care să susțină afirmația «Aceasta este Britney, și uite de ce ar trebui să o respecți»”. Persoanele aflate pe platourile de filmare au fost nevoite să îl părăsească pentru o durată de două ore, pentru ca Spears și Kahn să filmeze cadrele singuri. Kahn a decis, de asemenea, să includă la final o secvență în care solista zâmbește deoarece „Trebuie să anunțăm pe toată lumea că ea este în regulă”.
O versiune cenzurată a videoclipului a avut premiera la data de 10 octombrie 2008 la finalul emisiunii 20/20 de pe canalul ABC. Versiunea necenzurată a avut premiera pe canalul MTV, în seara aceleiași zile.

### Sinopsis

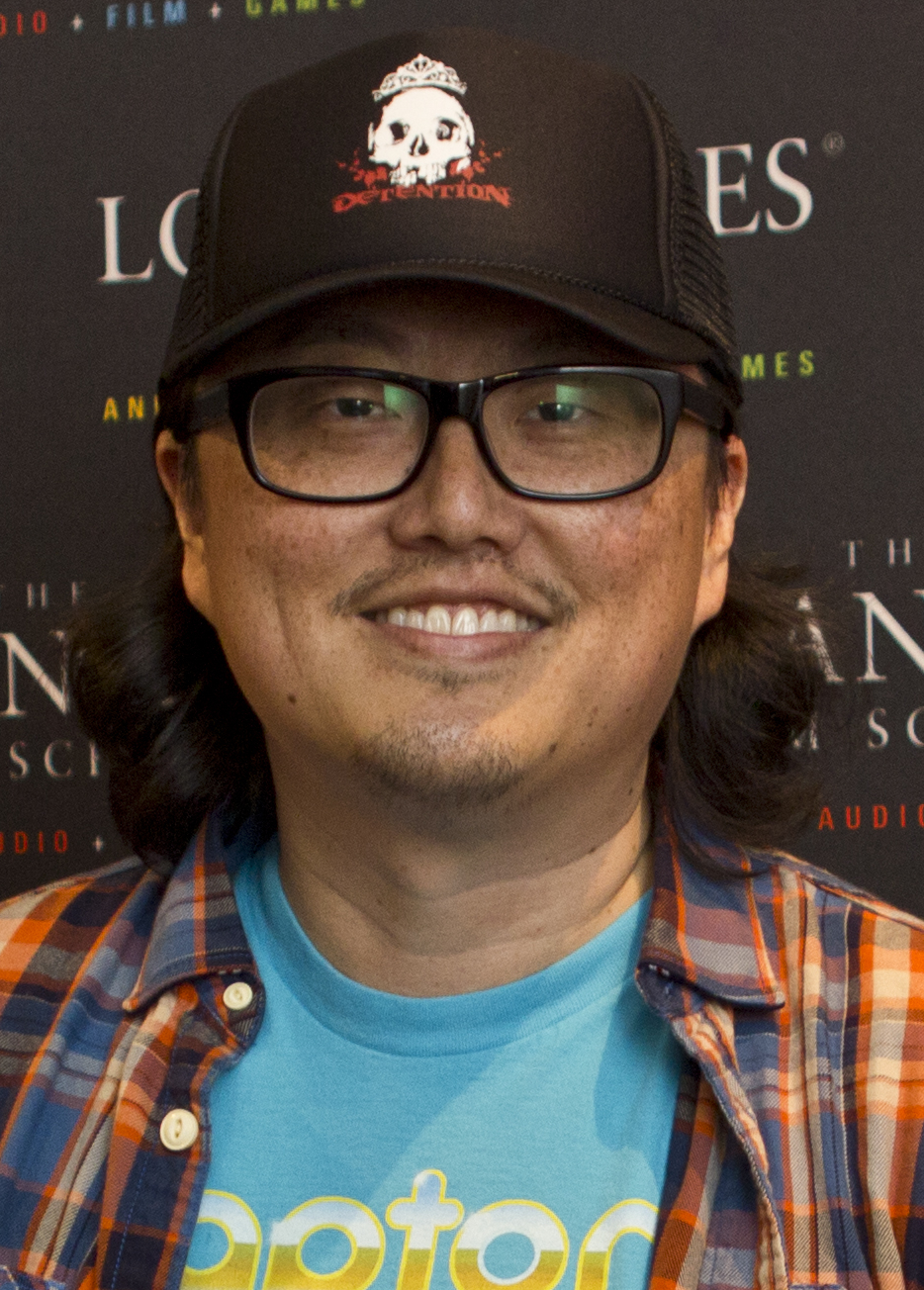
Joseph Kahn (fotografie), regizorul videoclipului muzical pentru cântecul „Womanizer”.

Videoclipul începe cu titlul „Womanizer” afișat pe ecran, iar cadre intercalate o prezintă pe Spears stând dezbrăcată și zâmbind într-o saună, în timp ce își acoperă trupul cu mâinile ei. Când primul vers începe, versiunea oficială a cântăreței este înfățișată purtând o cămașă de noapte și gătind micul dejun iubitului ei (rol jucat de Brandon Stoughton), în timp ce acesta se pregătește să plece la serviciu. Ajuns în birou, el observă o nouă secretată care este de fapt Spears, însă deghizată cu o pereche de ochelari cu rame groase și o fustă tip creion. Artista începe să danseze în fața lui, cântând refrenul. Ea îl face să o urmărească până la un xerox, acolo unde își foto-copiază fesele. În spatele ei este prezentat un bărbat care arată ciudat, același bărbat care apare în scena din avion a videoclipului piesei „Toxic”. Ulterior, Spears se deghizează într-o chelneriță dintr-un restaurant, roșcată și cu tatuaje. Solista dansează în jurul iubitului ei alături de dansatori, și apoi se joacă cu el pe tejgheaua din bucătărie. După această scenă, partenerul este prezentat fiind condus acasă de Spears, deghizată într-o șoferiță. Ea începe să îl sărute pe bancheta din spate, în timp ce mașina este condusă cu piciorul. Odată ajunși în dormitor, Spears dezvăluite faptul că ea era de fapt cele trei femei cu care partenerul ei a filtrat în tot acest timp. Mai apoi, cele trei alter ego-uri încep să îl atace, iar versiunea reală este prezentată. Spears aruncă ulterior o pătură peste iubitul ei și face patul. Videoclipul se încheie cu o scenă în care Spears zâmbește, iar titlul „Womanizer” apare din nou pe ecran.

### Recenzii
Margeaux Watson de la revista Entertainment Weekly a spus că videoclipul „pare promițător. [...] Coregrafia este rigidă și minimalistă, iar asta este o dezamăgire, de vreme ce mișcările ei au fost întotdeauna punctul forte. Însă per total, acest videoclip este o bine-venită întoarcere la acea Britney pe care o iubim – minunată, dansantă, pregătită, și jucând vitejește rolul unui vampir”. Revista OK! a comentat: „pe lângă faptul că o vedem pe Brit în trei ținute diferite și sexy, acest videoclip [...] o prezintă pe vechea Britney într-o saună uleioasă și zvârcolindu-se cu un zâmbet larg pe față”. Publicația Rolling Stone a spus că videoclipul este „o combinație între «Toxic» și The Office”, adăugând ulterior: „ea dansează [și] arată exact ca Britney cea veche”. Courtney Hazlett de la website-ul msnbc.com a afirmat: „Când Spears nu este dezbrăcată sau nu stă într-o cameră cu aburi, atunci arată cu adevărat entuziasmantă”. Într-o recenzie pentru revista TV Guide, Adam Bryant a opinat că videoclipul „prezintă unele dintre cele mai strategic-plasate mâini din istoria videoclipurilor muzicale [...] «Womanizer» este o revenire la formă pentru pop star-ul tulburat”. Videoclipul a fost un succes pe plan mondial, acumulând un total de șapte milioane de vizualizări în mai puțin de 48 de ore. Acesta a fost listat în sondejele celor mai bune videoclipuri ale anului 2008 realizate de MTV și Fuse TV. „Womanizer” a câștigat premiul pentru videoclipul anului la ediția din 2009 a NRJ Music Awards. De asemenea, a primit două nominalizări la gala din 2009 a premiilor MTV Video Music Awards, la categoriile „Cel mai bun videoclip pop” și „Videoclipul anului”. „Womanizer” a pierdut premiul menționat anterior în favoarea lui „Single Ladies” lansat de Beyoncé, însă a câștigat la categoria „Cel mai bun videoclip pop”. Piesa a primit un certificat VEVO pentru depășirea pragului de 100 de milioane de vizualizări pe YouTube.

## Interpretări live

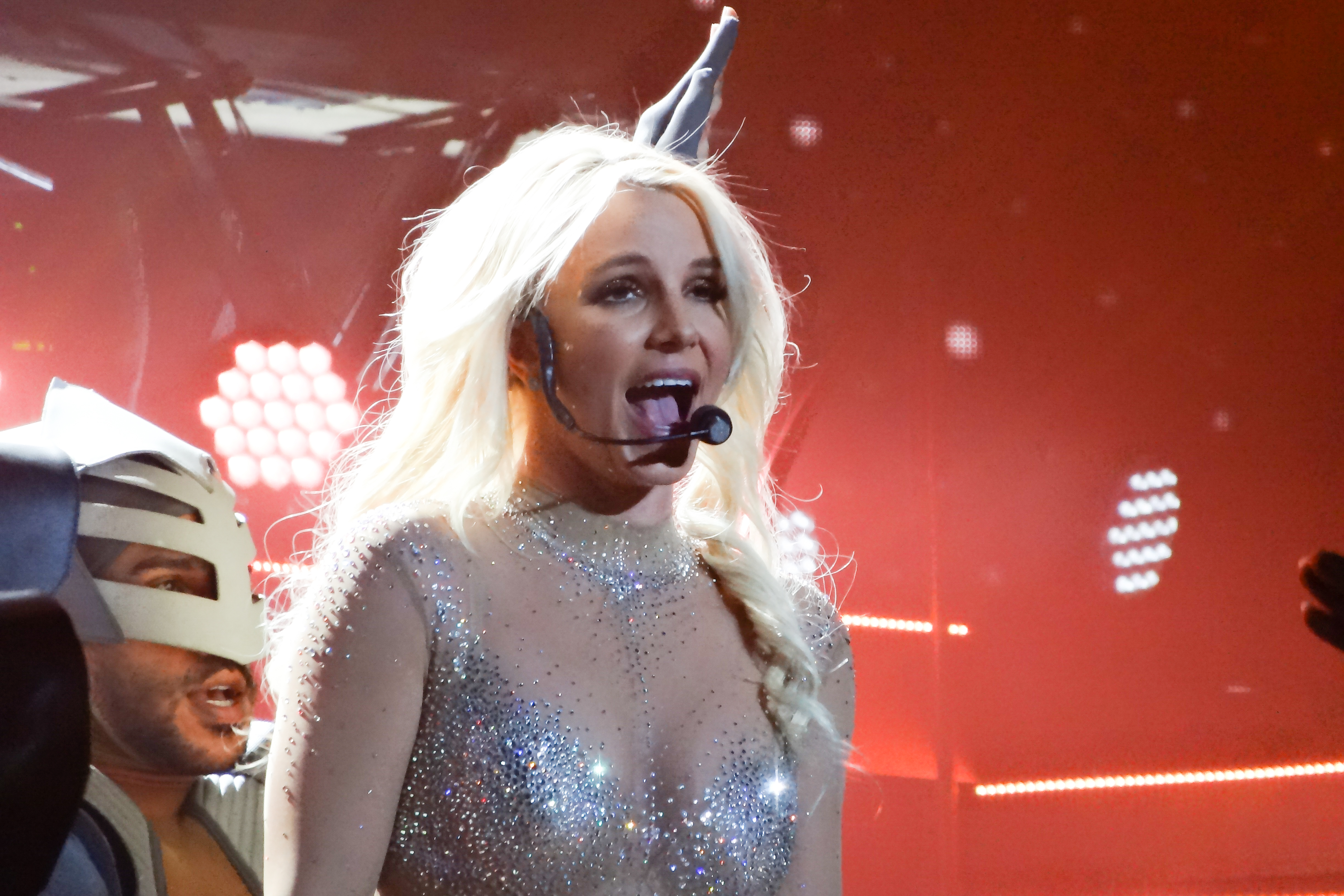
Spears interpretând „Womanizer” într-un concert din cadrul spectacolului rezidențial Britney: Piece of Me.

„Womanizer” a fost interpretat pentru prima oară la premiile Bambi din Germania, la 27 noiembrie 2008. Pentru spectacol, Spears a purtat o pereche de pantaloni scurți, ciorapi din plasă și un joben negru. Ținuta cântăreței a fost comparată cu cea purtată de Madonna în primul act al turneului Sticky & Sweet Tour (2008–09). La această gală de premii, artista a câștigat premiul pentru cel mai bun star pop internațional. Distincția i-a fost înmânată de Karl Lagerfeld, acesta declarând: „Te admir ... nu doar pentru arta ta, ci și pentru energia ta. [Te-ai] întors nu doar ca o pasăre phoenix, ci ca o pasăre a paradisului”. În următoarea noapte, Spears a apărut la concursul Star Academy, interpretând piesa cu o coregrafie similară, însă cu o ținută diferită, de această dată purtând o rochie roșie fără bretele. La data de 30 noiembrie 2008, cântăreața a interpretat „Womanizer” la emisiunea The X Factor. Spectacolul a fost vizionat de peste trei milioane de cetățeni ai Regatului Unit, devenind episodul cu cea mai mare audiență din istoria emisiunii. Pe 2 decembrie 2008, solista a apărut la emisiunea Good Morning America și a cântat un potpuriu alcătuit din melodiile „Womanizer” și „Circus”. La 15 decembrie 2008, Spears a interpretat single-ul la emisiunea muzicală japoneză  Hey! Hey! Hey! Music Champ. Ziua următoarea, aceasta a cântat la emisiunea NTV Best Artist 2008 purtând un sutien negru și auriu, pantaloni scurți și un joben alb. Artista a avut, de asemenea, un tatuaj fals cu o inimă pe obraz.
„Womanizer” a avut un rol important în turneul The Circus Starring Britney Spears (2009), fiind cântecul interpretat în secvența bis. După antractul video în care scene din videoclipurile lui Spears sunt intercalate și difuzate peste piesa „Break the Ice”, cântăreața a apărut pe scenă purtând o uniformă de ofițer polițist, realizată de Dean și Dan Caten. Ținuta a fost asortată de o pereche de ochelari de soare negri, o pălărie cu logo-ul artistei pe ea, precum și o pereche de cătușe cu paiete. Dansatoarele erau costumate în polițiste, iar dansatorii erau costumați în criminali. În timpul interpretării, Spears dansa și flirta cu dansatorii. La finalul spectacolului, artista s-a întors pe scena principală înconjurată de dansatori, în timp ce o ploaie de scântei a căzut peste ei. Solista a mulțumit publicului și a făcut plecăciuni în fiecare parte a arenei. Aceasta a părăsit mai apoi scena, în timp ce o variantă instrumentală a piesei „Circus” era difuzată pe fundal. Jane Stevenson de la ziarul Toronto Sun a lăudat interpretarea, considerându-o punctul culminant al spectacolului.
„Womanizer” a fost, de asemenea, interpretat la turneul Femme Fatale (2011) drept ultimul cântec al celui de-al patrulea act. După „I Wanna Go”, în care Spears a cântat alături de membrii din audiență pe scenă, artista a interpretat „Womanizer” înconjurată de dansatori costumați în ofițeri de poliție. Shirley Halperin de la revista The Hollywood Reporter a opinat că „în timp ce momentele mid-tempo [...] s-au oprit brusc, numerele rapide ca «Womanizer», «I Wanna Go» și «Toxic» au făcut întreaga mulțime să sară într-un loc și să danseze cu mâinile în aer”. Ed Masley de la ziarul The Arizona Republic a descris interpretările pentru „I Wanna Go” și „Womanizer” drept „o porție dublă și triumfătoare de șlagăre dance-pop mărețe”. Keith Caufireld de la revista Billboard a fost de părere că interpretarea „a părut puțin mai slabă și mai fără viață în comparație cu cea pentru «I Wanna Go» care a lăsat publicul cu gura căscată”. Single-ul a fost adăugat în lista cântecelor pentru spectacolul rezidențial Britney: Piece of Me organizat la teatrul AXIS din Las Vegas, fiind a doua melodie interpretată.
Piesa a fost cântată la ediția din 2016 a premiilor Billboard Music Awards, precum și la festivalul iHeartRadio Music Festival pe 24 septembrie 2016.

## Versiuni cover
„Womanizer” a fost interpretat în versiuni cover de către artiști din numeroase genuri muzicale, dar și de către amatori. Potrivit lui Clark Collis de la revista Entertainment Weekly, „cântecul a fost reinterpretat de către alți artiști, cu un entuziasm egalat în ultimele vremuri doar de dorința muzicienilor de a include elemente din piesa «Creep» a formației Radiohead în propria lor imagine”. La 8 decembrie 2008, cântăreața Ladyhawke originară din Noua Zeelandă a cântat „Womanizer” la segmentul Live Lounge al postului de radio BBC Radio 1. Formația americană The All-American Rejects au cântat piesa la spectacolul Yahoo! Music Pepsi Smash, organizat în luna decembrie a anului 2008. Melodia a fost interpretată într-o versiune acustică, membrii trupei asigurând percuția folosind sticle de bere. Versiunea cover a inclus, de asemenea, un fragment din piesa „Happy Together” a formației The Turtles. Cântăreața britanică Lily Allen și-a postat propria interpretare a cântecului „Womanizer” pe internet, afirmând: „simplu, o iubesc pe Britney, și iubesc această piesă”. Versiunea lui Allen a fost una lentă, iar potrivit lui Nick Levine de la publicația Digital Spy, „i-ar putea provoca pe cei care sunt de părere că acest cântec nu are un refren atât de puternic să își revizuiască opiniile”. De asemenea, Allen a cântat piesa drept bis pentru turneul ei din anul 2009. Cântărețul francez Sliimy a interpretat piesa într-o „versiune indie”. Ulterior, artistul a cântat ca act de deschidere pentru cel de-al doilea concert organizat în Paris din cadrul turneului The Circus Starring Britney Spears.
Pe 13 ianuarie 2009, artista engleză Ana Silvera a interpretat „Womanizer” într-unul dintre concertele ei din Londra. La 6 aprilie 2009, formația scoțiană Franz Ferdinand au cântat piesa la segmentul Live Lounge al postului Radio 1. Solistul trupei, Alex Kapranos, a afirmat: „Este unul dintre cele mai bune single-uri lansate în ultimele luni”. Trupa a cântat ulterior „Womanizer” în numeroase concerte din turneul lor demarat în primăvara anului 2009. Grupul feminin Girls Aloud au interpretat melodia în turneul Out of Control, început la 24 aprilie 2009. Versiunea lor a fost lansată pe albumul live intitulat Out of Control: Live from the O2. Formația Fall Out Boy au cântat, de asemenea, piesa în timpul emisiunii The Ellen DeGeneres Show. „Weird Al” Yankovic a realizat o versiune cover pentru albumul său de parodii intitulat Alpocalypse (2011). În anul 2012, în cadrul episodului „Britney 2.0” al serialului Glee, actorii Melissa Benoist, Alex Newell și Jenna Ushkowitz au cântat „Womanizer”.
O versiune cover interpretată de The Gym-All Stars apare în jocul video Just Dance (2009).

## Ordinea pieselor pe disc
| - CD single 1. „Womanizer” (Versiunea principală) — 3:43 2. „Womanizer” (Instrumental) — 3:42 - CD maxi single 1. „Womanizer” — 3:43 2. „Womanizer” (Kaskade Remix) — 5:31 3. „Womanizer” (Junior's Tribal Electro Remix) — 8:47 4. „Womanizer” (Instrumental) — 3:42 5. „Womanizer” (Video Enhancement) — 3:49 - Descărcare digitală 1. „Womanizer” — 3:43 | - Descărcare digitală — EP 1. „Womanizer” — 3:43 2. „Womanizer” (Kaskade Remix) — 5:32 3. „Womanizer” (Junior's Tribal Electro Remix) — 8:47 4. „Womanizer” (Instrumental) — 3:42 - Descărcare digitală — EP Remix 1. „Womanizer” (Kaskade Remix) — 5:31 2. „Womanizer” (Benny Benassi Extended Mix) — 6:16 3. „Womanizer” (Junior's Tribal Electro Remix) — 8:47 4. „Womanizer” (Jason Nevins Club Mix) — 7:31 5. „Womanizer” (Tonal Extended Mix) — 5:29 - Descărcare digitală — Digital 45 1. „Womanizer” — 3:43 2. „Womanizer” (Kaskade Remix) — 5:31 |

## Acreditări și personal
- Britney Spears – voce principală, acompaniament vocal
- Nikesha Briscoe – textier
- Rafael Akinyemi – textier
- K. Briscoe/The Outsyders – producători
- Serban Ghenea – mixaj
- John Hanes – editare Protools
- Tom Coyne – masterizare audio

## Prezența în clasamente
| Țară (clasament 2008–2009)                     | Poziția maximă | Referință |
| ---------------------------------------------- | -------------- | --------- |
| Australia (ARIA)                               | 5              | [ 38 ]    |
| Austria (Ö3 Austria)                           | 4              | [ 38 ]    |
| Belgia (Ultratop 50 Flandra)                   | 1              | [ 38 ]    |
| Belgia (Ultratop 50 Valonia)                   | 2              | [ 38 ]    |
| Brazilia (ABPD)                                | 1              | [ 83 ]    |
| Canada (Canadian Hot 100)                      | 1              | [ 27 ]    |
| Cehia (Rádio Top 100)                          | 6              | [ 84 ]    |
| Danemarca (Tracklist)                          | 1              | [ 38 ]    |
| Elveția (Swiss Hitparade)                      | 2              | [ 38 ]    |
| Europa (European Hot 100 Singles)              | 1              | [ 27 ]    |
| Finlanda (Suomen virallinen lista)             | 1              | [ 38 ]    |
| Franța (SNEP)                                  | 1              | [ 38 ]    |
| Franța (SNEP — «Download Chart»)               | 1              | [ 85 ]    |
| Germania (Official German Charts)              | 4              | [ 38 ]    |
| Irlanda (IRMA)                                 | 2              | [ 86 ]    |
| Israel (Media Forest)                          | 1              | [ 87 ]    |
| Italia (FIMI)                                  | 7              | [ 38 ]    |
| Japonia (Japan Hot 100)                        | 7              | [ 27 ]    |
| Noua Zeelandă (RMNZ)                           | 9              | [ 32 ]    |
| Norvegia (VG-lista)                            | 1              | [ 38 ]    |
| Olanda (Single Top 100)                        | 8              | [ 38 ]    |
| Portugalia (Portugal Digital Songs)            | 3              | [ 88 ]    |
| Regatul Unit (UK Singles Chart)                | 3              | [ 35 ]    |
| Scoția (OCC)                                   | 5              | [ 89 ]    |
| Spania (PROMUSICAE)                            | 8              | [ 38 ]    |
| Suedia (Sverigetopplistan)                     | 1              | [ 38 ]    |
| Statele Unite ale Americii (Billboard Hot 100) | 1              | [ 24 ]    |
| Statele Unite ale Americii (Adult Top 40)      | 32             | [ 90 ]    |
| Statele Unite ale Americii (Dance Club Songs)  | 9              | [ 91 ]    |
| Statele Unite ale Americii (Mainstream Top 40) | 1              | [ 27 ]    |
| Statele Unite ale Americii (Rhytmic)           | 21             | [ 27 ]    |
| Statele Unite ale Americii (Digital Songs)     | 1              | [ 27 ]    |
| Ungaria (Rádiós Top 40)                        | 2              | [ 92 ]    |

| Țară (clasament)                               | Poziția maximă | Referință |
| 2008                                           | 2008           | 2008      |
| ---------------------------------------------- | -------------- | --------- |
| Australia (ARIA)                               | 40             | [ 93 ]    |
| Belgia (Ultratop 50 Flandra)                   | 44             | [ 94 ]    |
| Belgia (Ultratop 50 Valonia)                   | 63             | [ 95 ]    |
| Canada (Canadian Hot 100)                      | 65             | [ 96 ]    |
| Elveția (Swiss Hitparade)                      | 56             | [ 97 ]    |
| Franța (SNEP)                                  | 28             | [ 98 ]    |
| Franța (SNEP — «Download Chart»)               | 11             | [ 99 ]    |
| Italia (FIMI)                                  | 32             | [ 100 ]   |
| Liban (Lebanese Top 20)                        | 22             | [ 101 ]   |
| Norvegia (VG-lista)                            | 21             | [ 102 ]   |
| Regatul Unit (UK Singles Chart)                | 33             | [ 103 ]   |
| Suedia (Sverigetopplistan)                     | 35             | [ 104 ]   |
| Statele Unite ale Americii (Billboard Hot 100) | 80             | [ 105 ]   |
| Ungaria (Single Top 40)                        | 66             | [ 106 ]   |
| 2009                                           |                |           |
| Austria (Ö3 Austria Top 40)                    | 45             | [ 107 ]   |
| Belgia (Ultratop 50 Flandra)                   | 33             | [ 108 ]   |
| Belgia (Ultratop 50 Valonia)                   | 21             | [ 109 ]   |
| Canada (Canadian Hot 100)                      | 36             | [ 105 ]   |
| Elveția (Swiss Hitparade)                      | 57             | [ 110 ]   |
| Europa (European Hot 100 Singles)              | 7              | [ 111 ]   |
| Franța (SNEP)                                  | 22             | [ 112 ]   |
| Franța (SNEP — «Download Chart»)               | 41             | [ 113 ]   |
| Germania (Official German Charts)              | 100            | [ 114 ]   |
| Polonia (ZPAV) Cyfrowa Piosenka Roku           | 1              | [ 115 ]   |
| Regatul Unit (UK Singles Chart)                | 118            | [ 116 ]   |
| Suedia (Sverigetopplistan)                     | 93             | [ 117 ]   |
| Statele Unite ale Americii (Billboard Hot 100) | 39             | [ 105 ]   |
| Statele Unite ale Americii (Mainstream Top 40) | 26             | [ 118 ]   |
| Ungaria (Single Top 40)                        | 14             | [ 119 ]   |

## Vânzări și certificări
| \| Țara \| Vânzări/ puncte \| Certificare \| Referințe \| \| --------------------------------- \| --------------- \| ----------- \| ---------- \| \| Australia (ARIA) \| +70.000 \| \| [31] \| \| Belgia (BEA) \| +15.000 \| \| [120] \| \| Danemarca (IFPI Danemarca) \| +7.500 \| \| [121] \| \| Finlanda (Musiikkituottajat) \| +5.815 \| \| [122] \| \| Italia (FIMI) \| +14.875 \| \| [123] \| \| Noua Zeelandă (RMNZ) \| +7.500 \| \| [33] \| \| Regatul Unit (BPI) \| +450.300 \| \| [35][36] \| \| Spania (PROMUSICAE) \| +20.000 \| \| [124] \| \| Suedia (GLF) \| +10.000 \| \| [125] \| \| Statele Unite ale Americii (RIAA) \| +3.500.000 \| \| [126][127] \| | Note - reprezintă „disc de aur”; - reprezintă „disc de platină”; - reprezintă „triplu disc de platină”. |             |                 |
| Țara | Vânzări/ puncte                                                                                         | Certificare | Referințe       |
| Australia (ARIA) | +70.000                                                                                                 |             | [ 31 ]          |
| Belgia (BEA) | +15.000                                                                                                 |             | [ 120 ]         |
| Danemarca (IFPI Danemarca) | +7.500                                                                                                  |             | [ 121 ]         |
| Finlanda (Musiikkituottajat) | +5.815                                                                                                  |             | [ 122 ]         |
| Italia (FIMI) | +14.875                                                                                                 |             | [ 123 ]         |
| Noua Zeelandă (RMNZ) | +7.500                                                                                                  |             | [ 33 ]          |
| Regatul Unit (BPI) | +450.300                                                                                                |             | [ 35 ] [ 36 ]   |
| Spania (PROMUSICAE) | +20.000                                                                                                 |             | [ 124 ]         |
| Suedia (GLF) | +10.000                                                                                                 |             | [ 125 ]         |
| Statele Unite ale Americii (RIAA) | +3.500.000                                                                                              |             | [ 126 ] [ 127 ] |

## Datele lansărilor
| Țară                       | Dată               | Format                           | Casă de discuri | Ref.    |
| -------------------------- | ------------------ | -------------------------------- | --------------- | ------- |
| Belgia                     | 3 octombrie 2008   | Descărcare digitală              | Sony            | [ 128 ] |
| Italia                     | 3 octombrie 2008   | Descărcare digitală              | Sony            | [ 129 ] |
| Norvegia                   | 6 octombrie 2008   | Descărcare digitală              | Sony            | [ 130 ] |
| Canada                     | 7 octombrie 2008   | Descărcare digitală              | Sony            | [ 131 ] |
| Noua Zeelandă              | 7 octombrie 2008   | Descărcare digitală              | Sony            | [ 132 ] |
| Spania                     | 7 octombrie 2008   | Descărcare digitală              | Sony            | [ 133 ] |
| Statele Unite ale Americii | 7 octombrie 2008   | Difuzare radio format CHR/Top 40 | Jive            | [ 134 ] |
| Statele Unite ale Americii | 7 octombrie 2008   | Difuzare radio format rhythmic   | Jive            | [ 135 ] |
| Austria                    | 14 noiembrie 2008  | CD single                        | Sony            | [ 136 ] |
| Germania                   | 14 noiembrie 2008  | CD single                        | Sony            | [ 136 ] |
| Elveția                    | 14 noiembrie 2008  | CD single                        | Sony            | [ 136 ] |
| Regatul Unit               | 24 noiembrie 2008  | CD single                        | RCA             | [ 137 ] |
| Austria                    | 19 decembrie 2008  | Descărcare digitală (EP Remix)   | Sony            | [ 138 ] |
| Germania                   | 19 decembrie 2008  | Descărcare digitală (EP Remix)   | Sony            | [ 138 ] |
| Elveția                    | 19 decembrie 2008  | Descărcare digitală (EP Remix)   | Sony            | [ 138 ] |
| Statele Unite ale Americii | 23 decembrie 2008  | Descărcare digitală (EP Remix)   | Jive            | [ 139 ] |
| Uniunea Europeană          | 26 septembrie 2008 | CD single                        | Sony            |         |